# Scharnhorst (Schiff, 1935)
Die Scharnhorst war ein 1934/35 gebautes Passagierschiff des Norddeutschen Lloyd (NDL). Benannt wurde es nach Gerhard von Scharnhorst, einem preußischen General und Heeresreformer. Bei Ausbruch des Zweiten Weltkriegs befand es sich im japanischen Kure. Aufgrund des Krieges war es ihr nicht möglich, nach Deutschland zurückzukehren, weshalb sie in Japan verblieb und dort zum Geleitflugzeugträger Shin’yō (神鷹 ‚Götterfalke‘) umgebaut wurde.

## Als PassagierschiffScharnhorst
Speziell für den Einsatz im Ostasiendienst gab der NDL in den Jahren 1934/35 zwei neue Schiffe in Auftrag. Diese sollten jeweils mindestens einen Rauminhalt von 18.000 BRT vorweisen und eine Mindestgeschwindigkeit von 21 Knoten gewährleisten. Mit den neuen Schiffen sollte es möglich werden, die Fahrzeit zwischen Bremen und Shanghai von bisher üblichen 50 Tagen auf 34 zu verkürzen. Das erste dieser Schiffe war die Scharnhorst, es folgte die Gneisenau. Zusätzlich übernahm der NDL das ursprünglich von der HAPAG bestellte Schiff Potsdam. Abweichend voneinander wurden bei den drei ansonsten sehr ähnlich konzipierten Schiffen verschiedene Antriebs- und Vorschiffskonzepte umgesetzt. Bereits fünfeinhalb Monate nach dem Stapellauf verließ die Scharnhorst Bremerhaven zu ihrer Jungfernfahrt nach Fernost.
Der Neubau wurde in Bremen auf der Werft AG Weser der Deschimag auf Kiel gelegt. Der Stapellauf fand am 14. Dezember 1934 in Anwesenheit Adolf Hitlers statt. Das Schiff war mit einem für die damalige Zeit fortschrittlichen Maierform-Steven versehen, aber anders als sein Schwesterschiff Gneisenau mit einer der ersten turboelektrischen Antriebsanlagen für größere Seeschiffe ausgerüstet. Die gesamten Einrichtungen des Schiffes entsprachen den Bedingungen der Tropenfahrt.

## Als FlugzeugträgerShin’yō
Die Route nach Shanghai entwickelte sich ab 1938 zu einer der Hauptfluchtrouten von deutschen und österreichischen Juden nach Shanghai, da dort keine Auswanderungsvisa vorgeschrieben waren.
Im September 1939 wurde die Scharnhorst in Japan aufgelegt und im Juli 1942 an die Regierung Japans verkauft. Sie wurde mit Beginn des Pazifikkriegs von der Kaiserlich Japanischen Marine übernommen und sollte als Truppentransporter eingesetzt werden. Nach der Schlacht um Midway wurde jedoch beschlossen, sie zu einem Geleitflugzeugträger umzubauen. Dies wurde nach Beendigung der Umbauarbeiten der Chūyō ab September 1942 auf der Marinewerft Kure realisiert. Da die Konstruktion der Scharnhorst dem von vergleichbaren japanischen Passagierschiffen, die zu Geleitflugzeugträgern umgebaut wurden, ähnelte, verwendete man zum Umbau teilweise auch deren Umbaupläne. Das umgebaute Schiff war ein Glattdeckträger mit einem Hangar für 33 Flugzeuge. Für den Umbau wurde Stahl des unvollendet in der Kure-Werft liegenden Schlachtschiffs Kii verwendet. Um die Stabilität des Schiffes zu verbessern, erhielt der Rumpf seitliche Wulstanbauten im Unterwasserbereich. Am 15. November 1943 wurde das umgebaute Schiff als Shin’yō in Dienst gestellt. Im Juli 1944 wurden zusätzliche Flugabwehrkanonen vom Typ 96 eingebaut, was deren Anzahl von 42 auf 50 erhöhte. Wie bei allen japanischen Geleitträgern konnten auf der Shin’yō Flugzeuge nur starten, aber aufgrund des sehr kurzen Flugdecks war keine Landemöglichkeit gegeben. Wie alle japanischen Geleitträger diente das Schiff nur zum Transport von Flugzeugen, Materialtransport und zur Pilotenausbildung.
Die Shin’yō sollte im November 1944 vierzehn Nakajima B5N im Rahmen des Geleitzuges HI-81 zu den Philippinen transportieren. Es wurde am 17. November 1944 im Gelben Meer vom amerikanischen U-Boot USS Spadefish angegriffen. Vier Torpedos trafen das Schiff. Die Öltanks des Schiffes fingen Feuer, und das Schiff brannte aus. Nur 70 Besatzungsmitglieder von 1.200 wurden gerettet.